# Mecaphesa decora
Mecaphesa decora es una especie de araña cangrejo del género Mecaphesa, familia Thomisidae, orden Araneae.

## Distribución
Esta especie se encuentra en México y Guatemala.

## Taxonomía
Fue descrita científicamente por Banks en 1898.
Tratamiento taxonómico
La especie aparece registrada y publicada en Arachnida from Baja California and other parts of Mexico. Proceedings of the California Academy of Sciences (3) 1: 205–309.